# Parc national du lac de Shkodër
Le parc national de Skadar est un parc national créé en 1983 et situé au sud du Monténégro. L’essentiel du parc englobe la partie monténégrine du lac de Skadar.

## Géographie
Le parc est essentiellement constitué du lac Skadar (Skadarsko jezero). Ce dernier a une superficie qui varie entre 370 km2 et 530 km2 en fonction du niveau de l’eau. Il s’agit du plus important lac de la péninsule balkanique. Sa profondeur moyenne est de 6 mètres mais elle peut atteindre les 60 mètres. Environ deux tiers du lac sont situés au Monténégro alors que le dernier tiers appartient à l’Albanie. La superficie du parc est de 400 km2. Le lac est situé à seulement 7 km de la mer Adriatique. Ses eaux s’y déversent par l’intermédiaire du fleuve Bojana.
Le lac possède de nombreuses baies et ses rives sont généralement marécageuses. La partie sud du parc est plus rocailleuse et une forêt de châtaigniers y est présente. Le lac dispose également de plusieurs petites îles.

## Faune et flore
Le lac abrite 264 espèces d’oiseaux dont certaines espèces menacées. Le Pélican frisé est le symbole du lac et du parc national. Le lac de Skadar est un lieu de passage important pour de nombreux oiseaux qui migrent entre l’Europe et l’Afrique. 90 % des espèces d’oiseaux sont ainsi des espèces migratoires. Parmi les oiseaux se trouvent le canard colvert, la bécassine des marais, le plongeon huard, la grande aigrette, l’ibis falcinelle, la buse féroce, l’aigle impérial, le vautour fauve, le hibou grand-duc et la mouette rieuse.
On dénombre également 48 espèces de poissons comme la carpe commune, l’ablette, l’anguille d'Europe, le chevesne et le mugil cephalus. On trouve également de nombreux insectes comme la fourmi rouge, le lucane cerf-volant, et le machaon. Les mammifères sont représentés par la musaraigne aquatique européenne,  le campagnol terrestre,  la loutre d'Europe, l’écureuil roux, le loup et le renard roux.
Les dernières études scientifiques ont listé 930 espèces d’algues dans le lac. On trouve également à la surface des eaux le nénuphar jaune, le nénuphar blanc et le potamot nageant. Sous les eaux, on trouve le potamot perfolié, le  Myriophyllum spicatum et le Ceratophyllum submersum.
Parmi les espèces endémiques se trouvent la Ramondia serbica, la Seseli globiferum, la Moltkia petraea, le crocus dalmaticus, la Fritilaria gracilis, et l’Asperula scutellari. La forêt avoisinante du lac est de son côté composée de charmes, de châtaigniers, de chênes et d’aulnes.

## Galerie

Parc national du lac de Shkodër
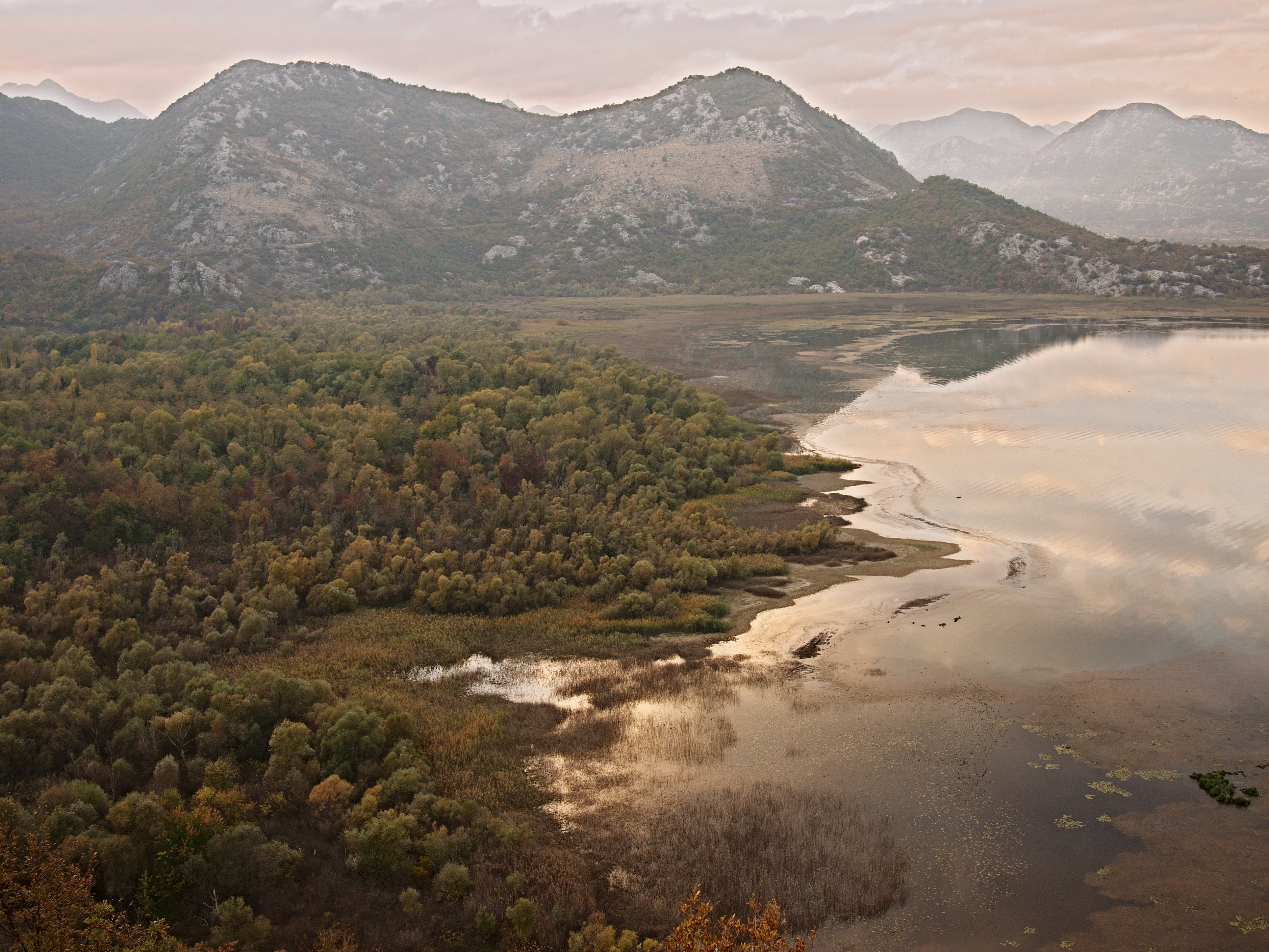
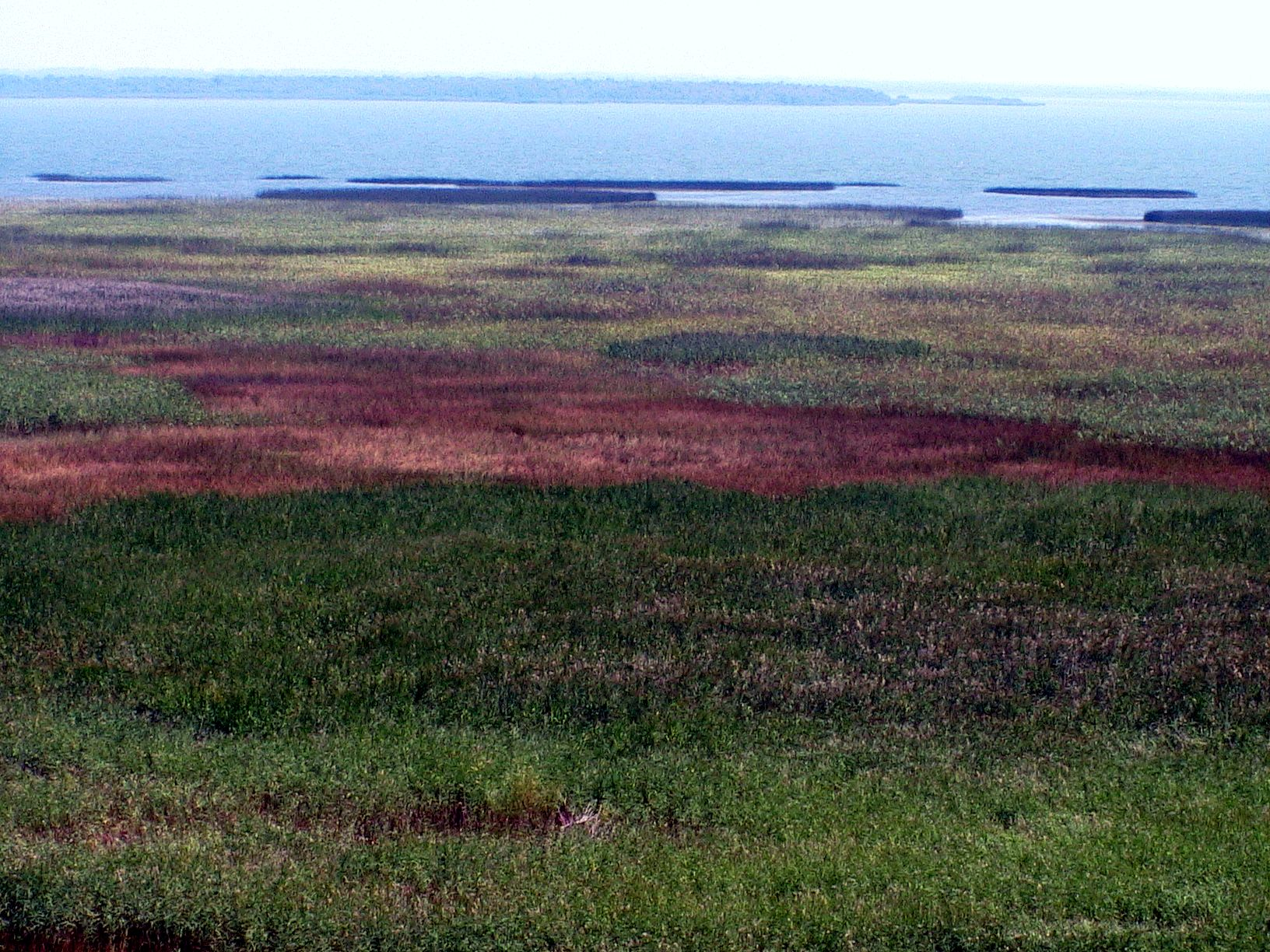
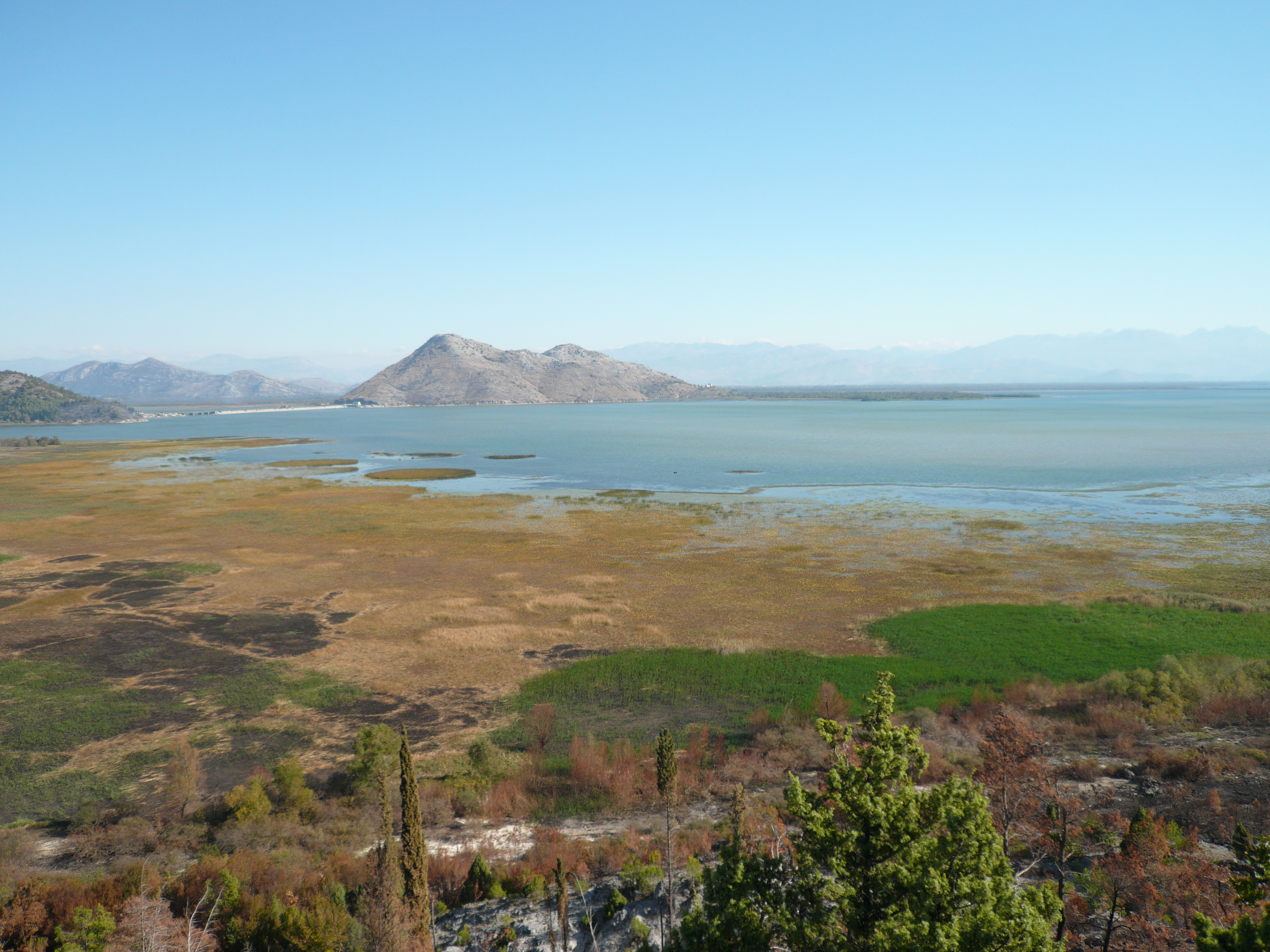
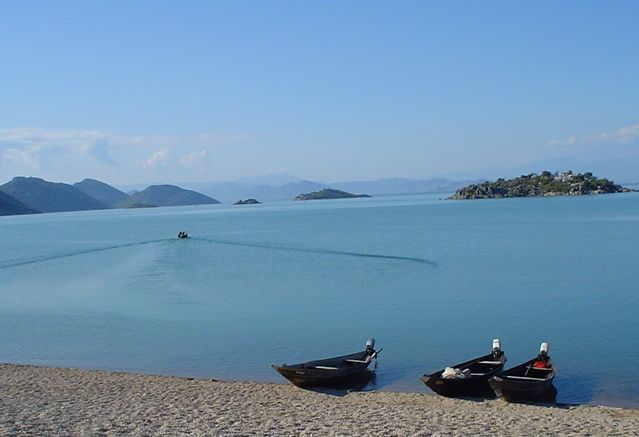